# Маунтинборд

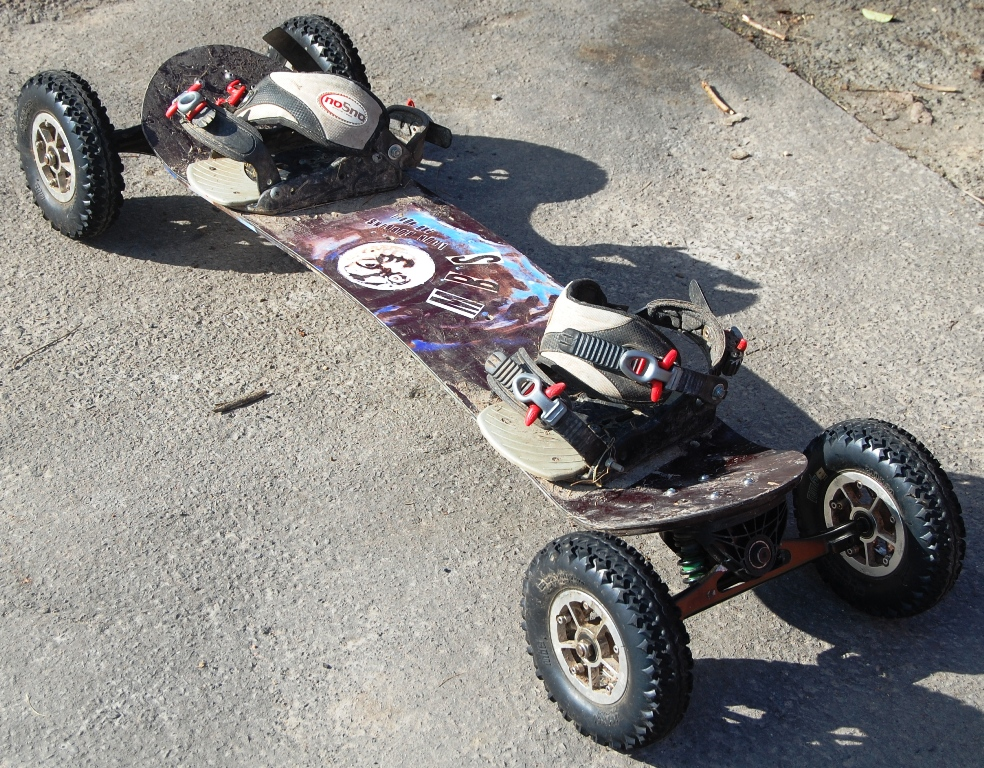

Маунтинборд (англ. mountainboard), также известен под аббревиатурой ATB (англ. all-terrain board) — представляет собой доску, по виду напоминающую сноуборд и скейтборд, предназначенную для езды по пересеченной местности в летний период времени.
Маунтинбординг, как вид спорта, появился в 90-е годы и получил максимальное развитие в США и Европе (особенно в Англии).

## Составные части
Маунтинборд, в принципе, простое устройство и деталей у него не так много, тем более, что за последние несколько лет каких-либо существенных инноваций в индустрии не произошло.
- Пружинная или скейтовая подвеска шириной порядка 40 см и диаметром оси 12 или реже 10 см, снабженная антишоковыми вставками (яйцами);
- Колёса диаметром 8 дюймов, состоящие из диска, покрышки с камерой и подшипников;
- Деревянная или композитная дека длиной около метра и шириной 30 см с наклеенной сверху шкуркой для лучшего сцепления ног с поверхностью доски при катании;
- Крепления для ног, которые могут быть сноубордические, полусноубордические без хайбека (ratchet bindings) и на липучках (free flex).

Дополнительными приспособлениями для катания являются:
- Тормоз;
- Лиш — специальный ремень который крепится к ноге и служит для того, чтобы не потерять доску при падении.

При катании на маунтинборде необходимо использовать защитную экипировку: шлем, наколенники и налокотники, перчатки (защита запястий), защитные шорты.

## Спортивные дисциплины
В маунтинбординге представлены три основные дисциплины:
- Фристайл — акробатические прыжки на трамплине;
- Фрирайд — катание в горах и по пересеченной местности;
- Бордеркросс — гонки четырёх спортсменов по специальной трассе с препятствиями.

Существуют также:
- Даунхилл — скоростные спуски с гор на время;
- Джиббинг — езда и скольжение по фигурам, сделанным из металла или дерева, имитирующим элементы городской архитектуры;
- Карвинг — простая езда по асфальтовым спускам или холмам с плавными поворотам; имитация катания на сноуборде;
- Слалом — соревнование двух спортсменов между вешками;
- Слоупстайл — акробатические прыжки на нескольких, следующих друг за другом трамплинах или иных препятствиях;
- Фрикросс — гонки четырёх спортсменов по специальной бордеркросс трассе с обязательным выполнением акробатических элементов (первые соревнования по этой дисциплине прошли осенью 2006 года в Англии);
- Лэндкайтинг — катание на маунтинборде с кайтом.

## Чемпионат мира
Впервые ежегодные чемпионаты мира по маунтинборду начали проводиться на территории Англии и собирали лучших спортсменов со всего мира.

### Чемпионы мира по маунтинборду
- 2004 (Weston Super X Arena, Weston Super Mare) — Леон Роббинс (Leon Robbins, США);
- 2005 (SWMBC, Bideford) — Том Киркман (Tom Kirkman, Англия);
- 2006 (SWMBC, Bideford) — Алекс Доуни (Alex Downie, Англия);
- 2007 (SWMBC, Bideford) — Арно ВДВ (Arno VDV, Бельгия);
- 2008 (Bugs Boarding, Gloucester) — Ренни Маилз (Renny Myles, Англия);
- 2009 (Bugs Boarding, Gloucester) — Том Киркман (Tom Kirkman, Англия);
- 2010 (Bugs Boarding, Gloucester) — чемпионат был отменен в связи с погодными условиями[2];
- 2011 — чемпионат не проводился;
- 2012 (Лужники, Москва) — Мэтт Брайнд (Matt Brind, Англия);
- 2013 (Нови-Сад, Сербия), первый чемпионат мира по бордеркроссу — Коди Стюарт (Cody Stewart, США);
- 2014 (Нови-Сад, Сербия), второй чемпионат мира по бордеркроссу — Мэтт Брайнд (Matt Brind, Англия);
- 2015 (Гросерлах, Германия), чемпионат мира по бордеркроссу — Мэтт Брайнд (Matt Brind, Англия);
- 2016 (Нови-Сад, Сербия), чемпионат мира по бордеркроссу — Мэтт Брайнд (Matt Brind, Англия);
- 2017 (Компьень, Франция), чемпионат мира по бордеркроссу и фристайлу — Мэтт Брайнд (Matt Brind, Англия);
- 2018 (Крань, Словения), чемпионат мира по бордеркроссу — Коди Стюарт (Cody Stewart, США).

## Примечание
1. ↑  История маунтинбординга (недоступная ссылка)
2. ↑  MWFC ревью. Дата обращения: 30 июля 2012. Архивировано 15 февраля 2012 года.